# ستيورات هوستون
ستيوارت ماكي هوستون (بالإنجليزية: Stewart Houston)‏، من مواليد 20 أغسطس 1949 في دونون في إسكتلندا، لاعب كرة قدم إسكتلندي سابق، ومدرب كرة قدم إسكتلندي سابق.
بدأ مسيرته الكروية مع نادي تشيلسي في عام 1967، ولعب معهم حتى عام 1972، وفي موسم 1972/1973 انتقل إلى نادي برينتفورد، في عام 1973 انتقل إلى نادي مانشستر يونايتد، ولعب معهم 205 مباريات وسجل 13 هدف، وفي عام 1980 انتقل إلى نادي شيفيلد يونايتد، ولعب معهم حتى عام 1983، وفي عام 1983 انتقل إلى نادي كولتشيستر يونايتد، ولعب معهم حتى عام 1986.
و قد لعب مع منتخب إسكتلندا لكرة القدم مباراة واحدة في عام 1976.
و قد درب نادي آرسنال منذ فبراير 1995 وحتى يونيو 1995، ومنذ أغسطس 1996 وحتى سبتمبر 1996، وفي موسم 1996/1997 درب نادي كوينز بارك رينجرز.

## مسيرته الكروية
لعب ستيورات هوستون خلال مسيرته الاحترافية مع 5 أندية في عشرون موسمًا وسجل خلالها 28 هدفًا ضمن 492 مباراة. حيث فاز في موسمين بالكأس ولم يفز بأي دوري.
خاض ستيورات هوستون مسيرته مع نادي تشيلسي في موسم 1967–68 ليلعب معه أربعة مواسم، مشاركًا في 9 مباريات ولم يسجل أي هدف. ثم انتقل إلى نادي برينتفورد في موسم 1971–72 واستمر معه طيلة ثلاثة مواسم، حيث شارك في 77 مباراة سجل خلالها 9 أهداف. لينتقل بعدها إلى نادي مانشستر يونايتد في موسم 1973–74 ليلعب معه سبعة مواسم، مشاركًا في 205 مباراة سجل خلالها 13 هدفًا. ثم انتقل إلى نادي شيفيلد يونايتد في موسم 1980–81 واستمر معه طيلة ثلاثة مواسم، مشاركًا في 94 مباراة سجل خلالها هدفًا واحدًا. هذا وانتقل لاحقًا إلى نادي كولتشستر يونايتد في موسم 1983–84 واستمر معه طيلة ثلاثة مواسم، مشاركًا في 107 مباراة سجل خلالها 5 أهداف.

## روابط خارجية
- ستيورات هوستون على موقع قاعدة بيانات كرة القدم.إي يو (الإنجليزية)
- ستيورات هوستون على موقع ناشيونال فوتبول تيمز (الإنجليزية)
- ستيورات هوستون على موقع Soccerbase.com (مدرب) (الإنجليزية)